# Sainte-Féréole
Sainte-Féréole – miejscowość i gmina we Francji, w regionie Nowa Akwitania, w departamencie Corrèze.
Według danych na rok 1990 gminę zamieszkiwało 1568 osób, a gęstość zaludnienia wynosiła 44 osoby/km² (wśród 747 gmin Limousin Sainte-Féréole plasuje się na 62. miejscu pod względem liczby ludności, natomiast pod względem powierzchni na miejscu 116.).